# 備後八幡站
備後八幡站（日语：／ Bingo-Yawata eki */?）是位於廣島縣庄原市東城町菅295番2號，西日本旅客鐵道（JR西日本）的藝備線車站。

## 歷史
- 1935年（昭和10年）6月15日 - 三神線 東城站至小奴可站之間開業，此站啟用。
  - 當時車站地址為廣島縣比婆郡八幡村菅。
- 1937年（昭和12年）7月1日 - 三神線成為藝備線一部分，此站成為藝備線車站。
- 1955年（昭和30年）4月1日 - 隨著東城町（日语：東城町）（第二次）成立，車站地址變為廣島縣比婆郡東城町菅。
- 1972年（昭和47年）9月1日 - 結束貨物起卸業務[1]。
- 1983年（昭和58年）10月31日 - 成為無人車站。
- 1987年（昭和62年）4月1日 - 伴隨國鐵分割民營化，車站由西日本旅客鐵道（JR西日本）營運。
- 2005年（平成17年）3月31日 - 隨著庄原市（第二次）成立，車站地址變為廣島縣庄原市東城町菅。
- 2012年（平成24年）4月28日 - 站前郵局不再委托售票，完全成為無人車站。

## 車站構造

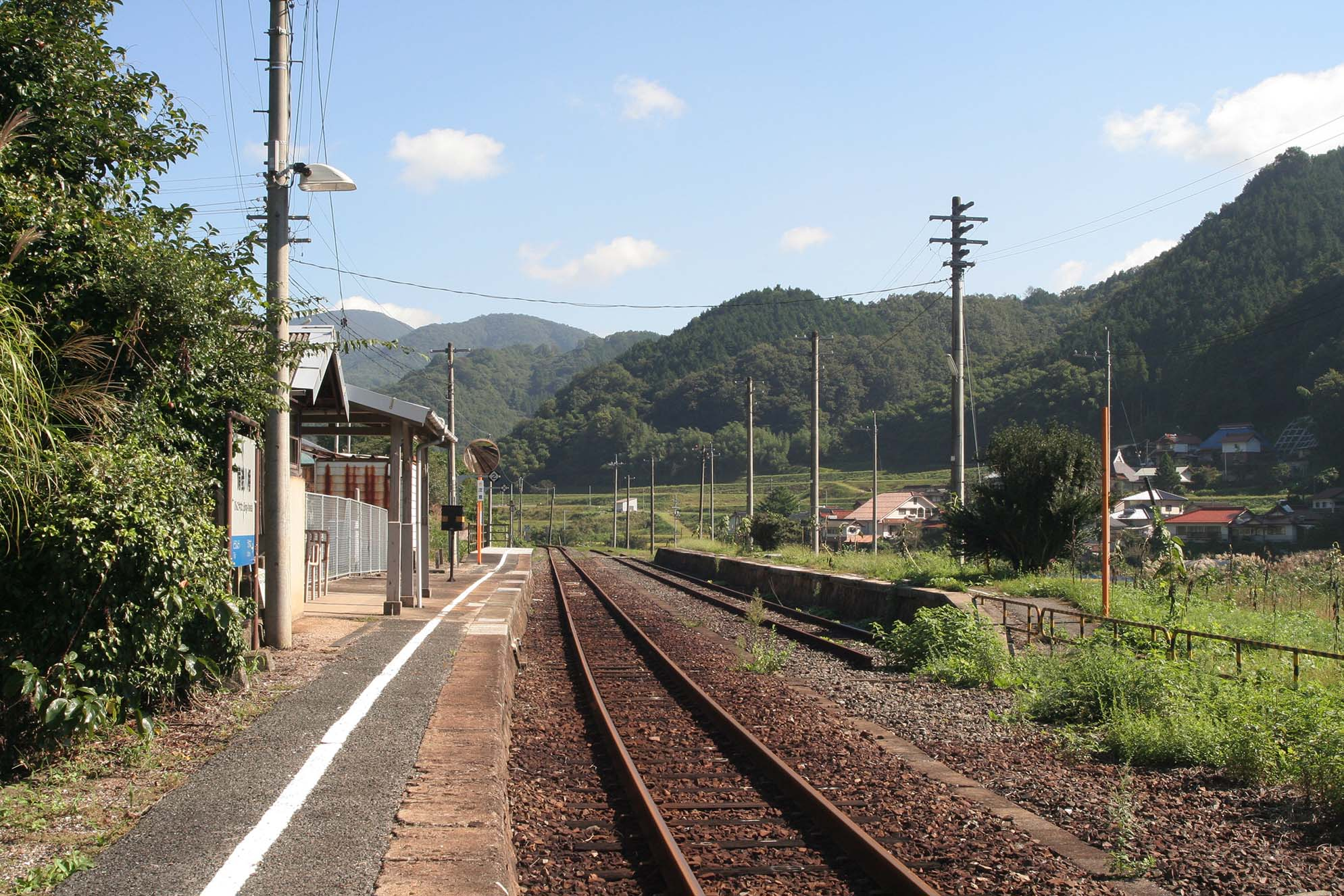
站內（2007年9月26日）

車站是一座地面車站，設有1面1線的單式月台，備後落合方向的列車會開啟左邊車門。新見方向和三次方向的列車使用同一月台。曾經此站設有2面2線的相對式月台，當時可進行列車交會。現時站房對面月台已經停用，路軌鏽蝕，已從正線分離。此站曾經設有車站事務室，現已撤走，剩下候車室部分。
此站是由新見站管理的無人車站。在2012年4月27日前為簡易委託車站，鄰近車站的簡易郵局只發售200日圓區間的車票（常備券），200日圓區間最遠只能到達東城站 (6.5公里) 至小奴可站 (8.3公里) 之間。
在車站附近設有礦車鐵橋遺蹟，該處曾經為帝國製鐵株式會社運送原料之用。附近也曾有貨物側線前往農協米倉，在車站內可看見該路線的遺蹟。

## 使用狀況
以下為近年1日平均乘車人次列表。
| 年度               | 1日平均 乘車人次 | 參考資料    |
| ------------------ | ---------------- | ----------- |
| 1981年（昭和56年） | 30               |             |
|                    |                  |             |
| 2002年（平成14年） | 8                | [ 2 ]       |
| 2003年（平成15年） |                  |             |
| 2004年（平成16年） |                  |             |
| 2005年（平成17年） |                  |             |
| 2006年（平成18年） |                  |             |
| 2007年（平成19年） |                  |             |
| 2008年（平成20年） |                  |             |
| 2009年（平成21年） |                  |             |
| 2010年（平成22年） |                  |             |
| 2011年（平成23年） | 0                | [ 3 ]       |
| 2012年（平成24年） | 0                | [ 3 ]       |
| 2013年（平成25年） | 0                | [ 3 ]       |
| 2014年（平成26年） | 0                | [ 3 ] [ 4 ] |
| 2015年（平成27年） | 0                | [ 3 ]       |
| 2016年（平成28年） | 0                | [ 3 ]       |
| 2017年（平成29年） | 0                | [ 3 ]       |
| 2018年（平成30年） | 0                |             |

## 車站周邊
- 菅簡易郵局
- 廣島縣道237號備後八幡停車場線（日语：広島県道237号備後八幡停車場線）
- 廣島縣道450號內堀備後八幡停車場線（日语：広島県道450号内堀備後八幡停車場線）

## 其他
在國道314號前往廣島縣道237號備後八幡停車場線時的路牌上會指示「備後八幡站」，當中該路牌的英文為「Bingo-yahata station」。

## 相鄰車站
西日本旅客鐵道（JR西日本）
 藝備線
■快速、■普通
東城－備後八幡－內名

## 注腳

## 外部連結
- 備後八幡｜車站資訊：JR出門網 - 西日本旅客鐵道（日語）